# Rasmus Johansson
Rasmus Johansson (født 4. april 1995) er en futsal-spiller, der også spiller almindelig fodbold. 5. september 2018 fik han sin debut for Danmarks fodboldlandshold, da det normale landshold ikke spillede på grund af uenigheder mellem Spillerforeningen og DBU.
Han er også en freestyle fodboldspiller på YouTube.

## Landskampe
Oversigten er opdateret til og med 5 September 2018
| Danmark | Danmark | Danmark |
| År      | Kampe   | Mål     |
| ------- | ------- | ------- |
| 2018    | 1       | 0       |
| Total   | 1       | 0       |

## Privat
Han er storebror til den professionelle fodboldspiller Jakob Johansson.